# Tricia Rose
Tricia Rose (née en 1962) est une chercheuse américaine. Elle est professeure d'études africaines et directrice du Centre d'Études de la Race et de l'Ethnicité en Amérique à l'université Brown. Elle travaille en particulier sur la culture noire américaine, en particulier l'intersectionnalité de la musique populaire, des problèmes sociaux, du genre et de la sexualité.

## Enfance et éducation
Rose naît à Harlem et vit dans un lotissement jusqu'à l'âge de sept ans. En 1970, sa famille déménage à Co-op City, une nouvelle résidence du Bronx.
Elle obtient une licence de sociologie à Yale et un doctorat en études américaines de l'université Brown, où elle devient la première personne américaine à écrire une thèse sur le hip-hop. 

## Carrière
Rose enseigne pendant neuf ans à l'université de New York, puis déménage à Santa Cruz pour y enseigner en 2002. En juillet 2003, elle devient doyenne du département des études américaines à l'université de Californie à Santa Cruz. Elle prend la direction du Centre d'études de la Race et de l'Ethnicité à Brown le premier juillet 2013.

## Ouvrages

### En nom propre
- Black Noise: Rap Music and Black Culture in Contemporary America (Wesleyan University Press, May 15, 1994). Ce livre, basé sur sa thèse, est le premier travail publié qui parle du hip hop[3].
- Longing to Tell: Black Women Talk About Sexuality And Intimacy (Farrar, Straus & Giroux, June 11, 2003). Ce livre couvre des questions de sexualité des femmes noires en Amérique du Nord contemporaine et se base sur des témoignages.
- The Hip Hop Wars: What We Talk About When We Talk About Hip Hop - And Why It Matters (December 2, 2008)

### À titre collectif
- Microphone Fiends: Youth Music and Youth Culture (June 23, 1994)[4].

## Postérité
Le livre Black Noise fait partie du top 25 livres de 1994 de The Village Voice et reçoit un American Book Award en 1995.